# Halyna Schyjan

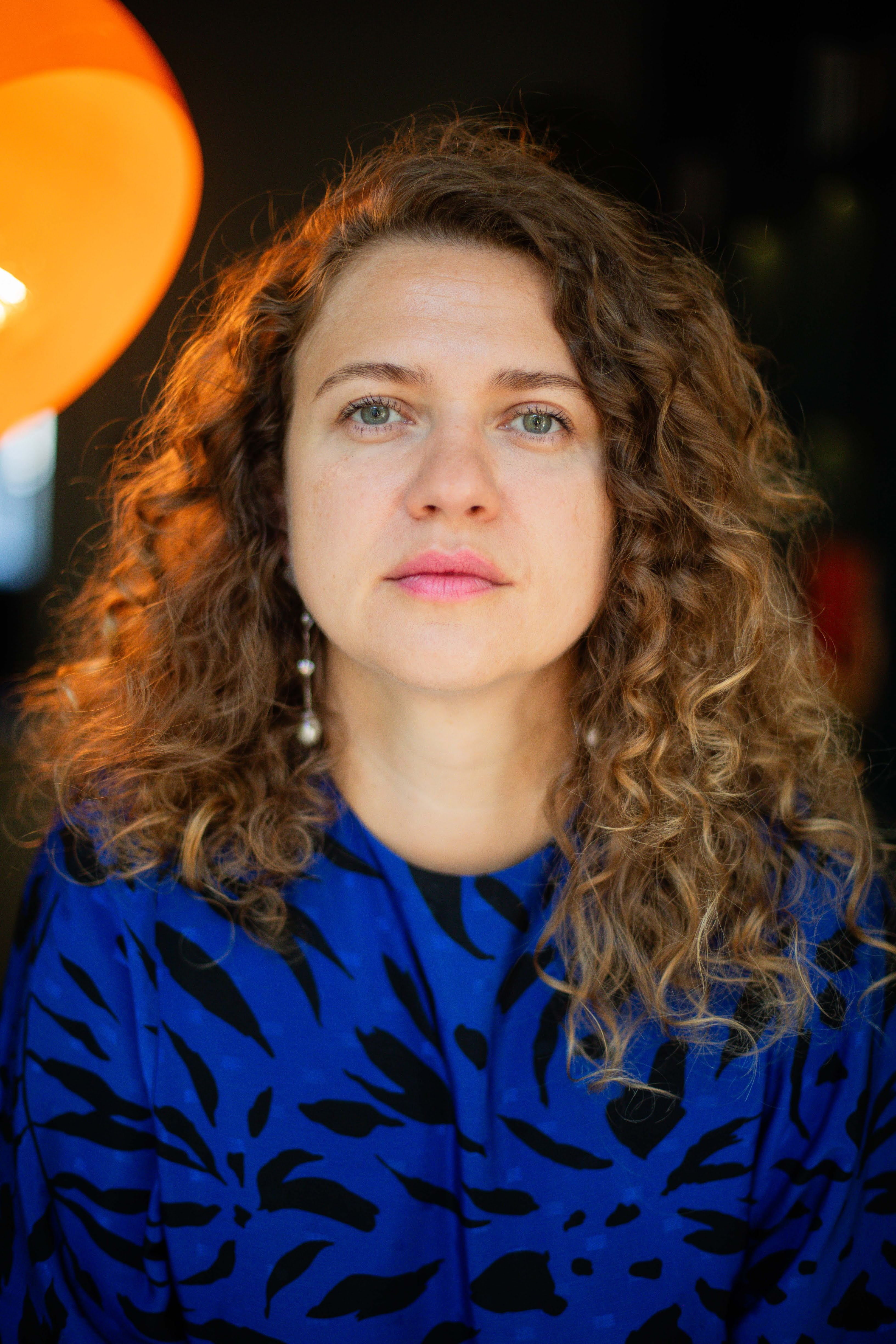
Halyna Schyjan (2024)

Halyna Schyjan (ukrainisch Галина Романівна Шиян, wissenschaftliche Transliteration Halyna Romanivna Šyjan; auch Haska Schyjan, Гасьҝа Шиян; * 23. Juli 1980 in Lwiw, Sowjetunion) ist eine ukrainische Schriftstellerin, Übersetzerin und Straßenfotografin.

## Biografie
Halyna Schyjan wurde am 23. Juli 1980 in Lwiw in einer Akademikerfamilie geboren. Nach Absolvierung des Gymnasiums in Puschtschino 1988 in der Oblast Moskau und der Schule 53 in Lwiw studierte sie 1996 bis 2001 an der Nationalen Iwan-Franko-Universität Lwiw Klassische Philologie. Sie ist Mutter einer 2013 geborenen Tochter, lebt mit ihr und ihrem Ehemann, einem französischen Journalisten, nach Stationen in Lwiw und Kiew nun in Brüssel und bereist mit ihnen die Welt.

## Werk
Als intensive Leserin gründete sie im April 1998 gemeinsam mit ihrer Schwester die Sprachbuchhandlung „Hallnbook“. Nach Abschluss des Studiums und zahlreichen Reisen wirkte Schyjan zunächst als Übersetzerin des australischen Schriftstellers DBC Pierre, dessen Roman „Licht aus im Wunderland“ 2012 auf Ukrainisch verlegt wurde. 2014 veröffentlichte sie ihren surrealistisch-existenzialistischen Erstlingsroman „Hunt, doctor, hunt“, der in einer krankheitsbedingt ruhigen Lebensphase aus einer Abfolge von Facebook-Fragmenten entstand und von ihrer hedonistischen Grundhaltung zeugt. Jurij Izdryk ermutigte sie zur Publikation, Natalka Sniadanko setzte den Roman, der 2015 in Zweitauflage als Paperbackausgabe erschien, auf ihre persönliche Bestenliste des Jahres 2014. Mit einigen anderen jüngeren ukrainischen Autoren wird sie zu den provozierenden Schriftstellerinnen und Schriftstellern gezählt. Für den Sommer 2016 erhielt sie eine Einladung in das Literaturhaus Graz. Hier und an mehreren anderen Orten Europas entstand ihr Roman „Im Rücken“, der im Mai 2019 veröffentlicht wurde und auf Initiative des PEN-Clubs Ukraine 2019 einen „Literaturpreis der Europäischen Union“ erhielt.

### Übersetzungen
- DBC Pierre: Lights out in Wonderland (Світло згасло в країні див). Aus dem Englischen. Lwiw 2012.

### Veröffentlichungen
- Hunt, doctor, hunt. Roman. Lwiw, Vydavnytstvo Staroho Leva, 2014, ISBN 9786176790945.
- Im Rücken. Roman. Kyjiw, Fabula, 2019. ISBN 978-617-09-5039-0.
  - Iza Leda. Übersetzt von Ana Dugandžić und Dariya Pavlešen. EDICIJE BOŽIČEVIĆ, Zagreb 2022.
  - Hinter dem Rücken. Übersetzt von Claudia Dathe. Edition fotoTAPETA, Berlin 2023.
- mehrere Artikel in der Straßenzeitschrift „Prosto Neba“ (Lwiw)
- Raupe (Гусінь), in: Irena Karpa (Hg.), Volontery. Mobilizacija dobra. Charkiw 2014, 132-161. (Kurzgeschichte)
- You know it better than me, in: Volodymyr Yermolenko (Hrsg.), Ukraine in Histories and Stories: Essays by ukrainian intellectuals. ibidem, Stuttgart 2020 (Ukrainian Voices; 4), 141-154.

### Auszeichnungen
- 2019: Literaturpreis der Europäischen Union für Im Rücken[4]